# Nonianus unilateralis
Nonianus unilateralis là một loài nhện trong họ Sparassidae.
Loài này thuộc chi Nonianus. Nonianus unilateralis được Embrik Strand miêu tả năm 1908.